# Вильфранш-д’Альбижуа
Вильфра́нш-д’Альбижуа́ (фр. Villefranche-d'Albigeois, окс. Vilafranca d'Albigés) — коммуна во Франции, находится в регионе Юг — Пиренеи. Департамент — Тарн. Входит в состав кантона От-Даду. Округ коммуны — Альби.
Код INSEE коммуны — 81317.

## География
Коммуна расположена приблизительно в 560 км к югу от Парижа, в 80 км северо-восточнее Тулузы, в 16 км к востоку от Альби.
На севере коммуны протекает река Тарн.

## Климат
Климат умеренно-океанический. Зима мягкая и дождливая, лето жаркое с частыми грозами. Ветры довольно редки.

## Население
Население коммуны на 2010 год составляло 1138 человек.
| 1962 | 1968 | 1975 | 1982 | 1990 | 1999 | 2010 |
| ---- | ---- | ---- | ---- | ---- | ---- | ---- |
| 812  | 783  | 789  | 850  | 898  | 955  | 1138 |

## Администрация
| Период | Период | Фамилия       | Партия | Примечания |
| ------ | ------ | ------------- | ------ | ---------- |
| ?      | 2001   | Роже Анри     |        |            |
| 2001   | 2008   | Клод Бесьер   |        |            |
| 2008   | 2013   | Жан-Люк Шазот |        |            |
| 2013   | 2020   | Рене Каброль  |        |            |

## Экономика
В 2007 году среди 673 человек в трудоспособном возрасте (15—64 лет) 465 были экономически активными, 208 — неактивными (показатель активности — 69,1 %, в 1999 году было 73,0 %). Из 465 активных работали 434 человека (237 мужчин и 197 женщин), безработных было 31 (16 мужчин и 15 женщин). Среди 208 неактивных 44 человека были учениками или студентами, 79 — пенсионерами, 85 были неактивными по другим причинам.

## Фотогалерея

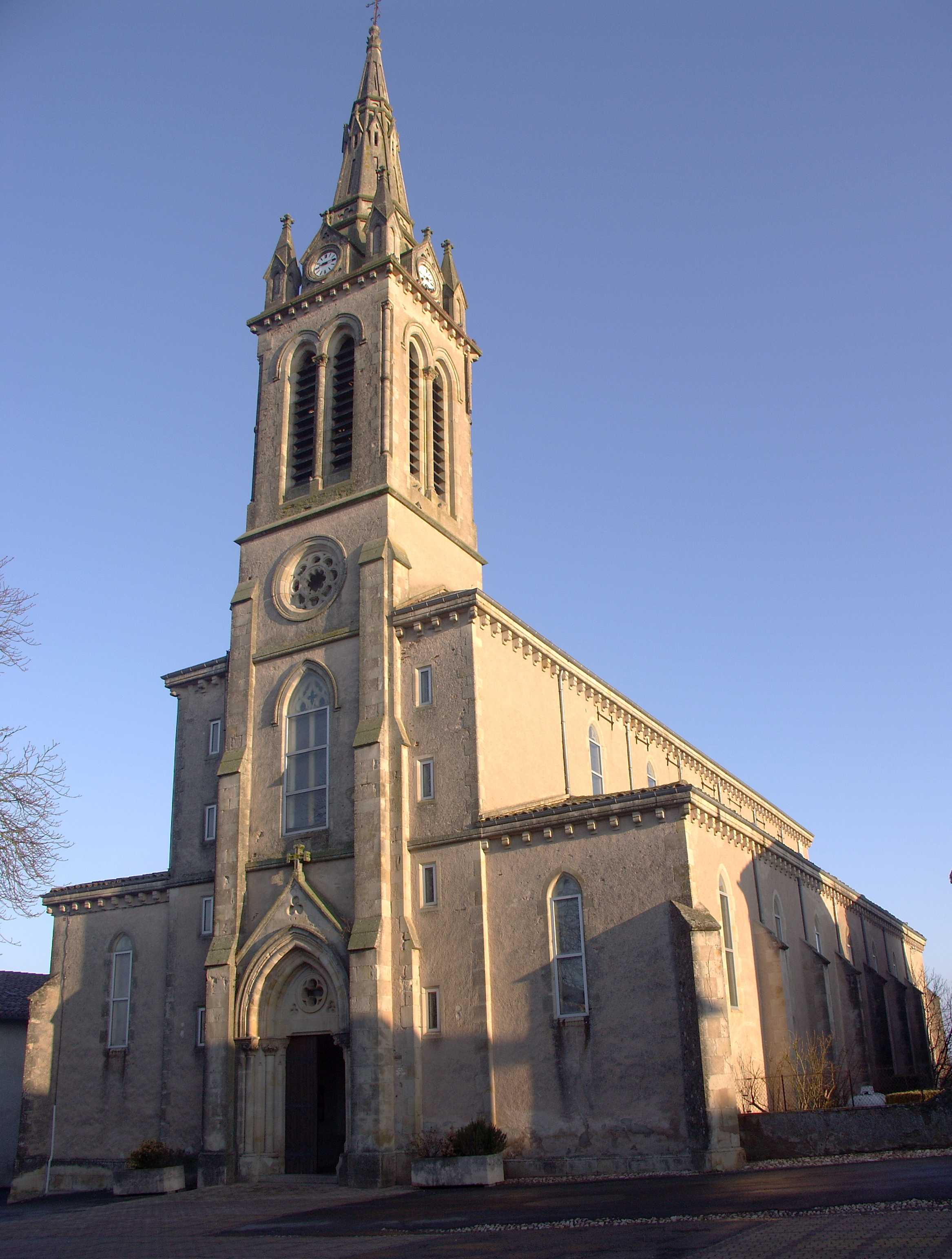
Церковь
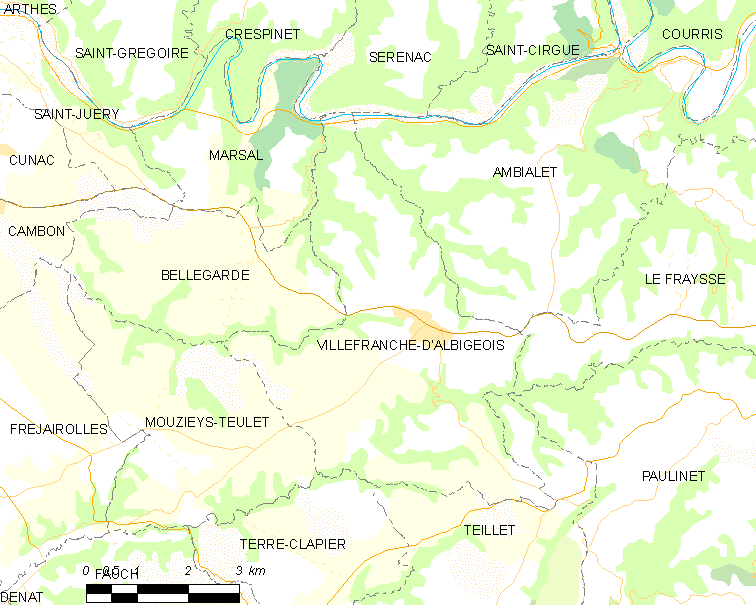
Карта коммуны